# Kollegal
Kollegal (en canarés: ಕೊಳ್ಳೇಗಾಲ ) es una ciudad de la India en el distrito de Chamrajnagar, estado de Karnataka.

## Geografía
Se encuentra a una altitud de 655 m s. n. m. a 143 km de la capital estatal, Bangalore, en la zona horaria UTC +5:30.

## Demografía
Según estimación 2011 contaba con una población de 61 959 habitantes.